# درك بشتكوه خان احمد (بابويي)
درك بشتكوه خان احمد (بالفارسية: درک پشتکوه خان‌احمد) هي قرية تقع في إيران في قسم بابويي الريفي.